# Без гріха не виймеш й рибку зі ставка
Без гріха не виймеш і рибку зі ставка (Будинок секс-придурків; італ. Dove vai se il vizietto non ce l'hai?) — італійська еротична комедія режисера Маріно Джироламі.
Прем'єра відбулась 4 серпня 1979 року.

## Сюжет
У фільмі розповідається про приватного детектива Коломбо та його помічника Арольдо. Багата дружина Сімона звертається до них за допомогою прослідкувати за своїм чоловіком, бо має підозри щодо його невірності. Арольдо переодягається у кухарку, а Коломбо стає швейцаром, вони наймаються працювати до Сімони, або бути ближчим до її чоловіка та знайти докази його невірності.

## Актори
| Актор                | Роль                |
| -------------------- | ------------------- |
| Ренцо Монтаньяні     | Діогене Коломбо     |
| Паола Сенаторе       | Сімона              |
| Альваро Віталі       | Арольдо             |
| Маріо Каротенуто     | директор Чесаре     |
| Стефано Амато        | Беньяміно           |
| Лорі дель Санто      | покоївка            |
| Андже Вібекер        | покоївка            |
| Вітторіо де Бізоньйо | Ансельмо            |
| Франко Карачиоло     | коханець директора  |
| Джиммі іл Феномено   | заправник           |
| Ліна Франкі          | дівчина з ресторану |
| Сабріна Сіані        | Франческа           |

## Знімальна група
Режисер — Маріно Джироламі.
Продюсери — Джанфранко Куюмджан, Фабріціо де Анджеліс, Франческо Гуеррьєрі
Сценаристи — Карло Вео, Джанфранко Куюмджан.
Оператор — Федеріко Дзанні.
Композитор — Берто Пісано.
Художники — Вінченцо Мороцці, Антоніо Рандаччо.
Монтаж — Альберто Моріані.